# تاكاهيرو أراي
تاكاهيرو أراي (باليابانية: 新井貴浩؛ بالكانا: あらい たかひろ) هو لاعب كرة قاعدة ياباني، ولد في 30 يناير 1977 في Eba ‏ في اليابان.

## وصلات خارجية
- تاكاهيرو أراي على موقع دوري كرة القاعدة الرئيسي (الإنجليزية)
- تاكاهيرو أراي على موقع الدوري الياباني لكرة القاعدة (الإنجليزية)
- تاكاهيرو أراي على موقعبيزبول رفرنس.كوم (الدوري الثانوي) (الإنجليزية)
- تاكاهيرو أراي على موقع أوليمبيديا (الإنجليزية)